# Schnaitsee
Schnaitsee es un municipio situado en el distrito de Traunstein, en el estado federado de Baviera (Alemania), con una población a finales de 2016 de unos 3585 habitantes.
Se encuentra ubicado al sureste del estado, en la región de Alta Baviera, en la ladera de los Alpes cerca de la orilla del lago Chiem, y de la frontera con Austria.